# Bogdan Szymański
Bogdan Szymański (ur. 25 stycznia 1922 w Poznaniu, zm. 10 stycznia 2004 tamże) – polski robotnik i pracownik administracyjny.

## Życiorys
Naukę w szkole średniej musiał przerwać z uwagi na napaść niemiecką na Polskę w 1939. W 1940 zatrudnił się w przedsiębiorstwie malarskim, a od 1942 (przez następne pięćdziesiąt lat) pracował w Poznańskiej Kolei Elektrycznej (potem Miejskie Przedsiębiorstwo Komunikacyjne w Poznaniu). Do 1945 był robotnikiem, a potem został przeniesiony do administracji. Ukończył Miejskie Liceum Handlowe i Administracyjne w Poznaniu, a potem prawo na Uniwersytecie im. Adama Mickiewicza. W swojej karierze był kolejno: kierownikiem Działu Ewidencji Osobowej i Szkolenia, kierownikiem Działu Organizacji, Pracy i Płacy oraz kierownikiem Działu Administracyjno-Gospodarczego. Na emeryturę przeszedł w 1982, ale jeszcze przez kilka lat pracował w inżynierii ruchu. Zmarł po ciężkiej chorobie. Pochowano go na cmentarzu górczyńskim.
Był członkiem Polskiego Towarzystwa Ekonomicznego, Polskiego Związku Motorowego i Polskiego Związku Szachowego.

## Odznaczenia
Otrzymał m.in. następujące odznaczenia:
- Krzyż Kawalerski Orderu Odrodzenia Polski,
- Złoty Krzyż Zasługi,
- Złotą Odznakę Związkową,
- Srebrną Odznakę Honorową PZE,
- Odznakę Zasłużonego Pracownika Gospodarki Terenowej.